# Orthodes tecta
Orthodes tecta là một loài bướm đêm trong họ Noctuidae.